# Братва
«Братва» (англ. Hard men) — британская криминальная драма. Фильм рассказывает историю трёх друзей, работающих на «папашу», криминального авторитета.

## Сюжет
Трое друзей работают на одного криминального авторитета. Один из них хочет «завязать» с криминальным миром — у него семья, родился ребёнок. О своём решении он сообщает своим товарищам, но они его не понимают. А главарь банды даёт им приказ — убить своего бывшего друга и коллегу.
За одну ночь в фильме показали всё — и мужскую дружбу, и гуляния, и беспредел.

## В ролях
- Винсент Риган — Тони
- Ли Росс — Спид
- Мирелла Д’Анджело — Шанталь
- Росс Боутмэн — Бир
- Фрэнки Фрэйзер — Попс Дэн
- Кен Кэмпбелл — мистер Росс
- Робин Льюис — Лейла

## Критика
Фильм получил смешанные отзывы. 
Loaded дали картине позитивную оценку написав: «Вкратце, «Братва» —это интерпретация «Бешеных псов»». 
Variety написали негативный отзыв о фильме: «Картина выделяется явно скудным бюджетом, атмосферным использованием шероховатых лондонских локаций и большим количеством крупных планов в диалогах, всё это только подчеркивает слабые стороны сценария».